# 末人
末人（德語：der letzte Mensch），是德國哲學家尼采於其《查拉圖斯特拉如是說》中提出與超人（德語：Übermenschen）對立的概念，但遠不如超人知名。
末人是原型的虛無主義者（英語：archetypal nihilist）。他能夠毀滅，卻無法建立並採取自我實現的精神。末人首次出現於《查拉圖斯特拉的序幕》中。尼采認為，末人顯然是現代社會為自己設定的目標。
尼采說，末人社會可能過於荒蕪，無法供應健康的人類生活或偉大的個人成長。人們失去了做夢的能力，並且不願冒險，而是僅僅為了謀生和保暖。尼采預言，末人將是對虛無主義問題的回應。但是，上帝之死的全部含義還沒有顯現出來：「事件本身太過巨大，太遙遠，太遠了，即使人們認為它的消息已經到來，也離群眾的理解能力太遠。」
「我稱自己為最後的哲學家，因為我是末人。沒有人像我這樣自言自語，我的聲音像垂死的人一樣對我說話。」——（1872年夏-1873年初）
「超人的反面是末人：我於同時創造了他。在人類看來，一切超人都像疾病和瘋狂。必須是大海，才能吸收渾濁的溪流而又不濁。」——（1882年11月-1883年2月）。
尼采在《查拉圖斯特拉如是說》中描述：
「啊！最卑鄙者的時代來臨了，他是不再能輕視自己的人。

看吧！我將末人顯示給你看。

『愛是什麼？創造是什麼？渴望是什麼？星星是什麼？』末人這麼問道，並眨眨眼。

地球變得渺小了，在上面，使所有事物渺小的末人跳躍著。他的臉像跳蚤一樣不能被抹除；末人活的最久。

『我們發明了幸福』，末人說，並且眨眨眼。」

由這些話看來，所謂末人是生活於安逸與自滿中，絲毫不懂得由痛苦和孤獨中提升自我的人。尼采主要是藉此譬喻現代人精神層次沉淪的現象。